# Suzan & Freek
Suzan & Freek is een Nederlands zangduo uit de Achterhoek, bestaande uit Suzan Stortelder (Zieuwent, 15 juni 1992) en Freek Rikkerink (Harreveld, 29 maart 1993).

## Biografie

### Loopbaan
Stortelder en Rikkerink leerden elkaar kennen op de middelbare school, Scholengemeenschap Marianum in Groenlo. Het koppel maakte vanaf 2014 al enkele jaren covers en plaatste die wekelijks onder de noemer 'De Minuut' op Facebook. Ze gingen in 2016 wereldwijd viraal door hun cover van Don't Let Me Down van The Chainsmokers. Deze cover werd ontdekt door The Chainsmokers en gedeeld met de beschrijving Wow, this made us tear up!, waarna het filmpje wereldwijd ruim een miljoen keer werd bekeken. Op 30 november 2018 brachten ze hun eerste ep uit, getiteld Glass House sessions. Hierop stonden vijf covers.
Op 2 november 2018 bracht het duo zijn allereerste eigen nummer Als het avond is uit. De single werd op 23 november verkozen tot TopSong op NPO Radio 2. Op 1 maart werd de single bekroond met goud, voor zes miljoen streams. De single Als het avond is behaalde na 17 weken de nr. 1-positie in de Nederlandse Top 40. In de Mega Top 50 kwam de single in de 18e week op de eerste plaats terecht. In de Single Top 100 was nr.3 de hoogste notering.
Op Spotify en YouTube is de single miljoenen keren afgespeeld. Ook in Vlaanderen bereikte de single de hitlijsten, de Ultratop 50.
Op 27 september 2019 werd hun eerste album getiteld Gedeeld door ons in zowel Nederland als Vlaanderen uitgebracht. Deze werd voorafgegaan door de single Blauwe dag die de Top 10 van de hitlijsten bereikte. Op 4 oktober 2019 kwam het album met stip binnen in zowel Nederland als Vlaanderen op positie 2 in de albumlijsten. Met hun show Als het avond is stonden Suzan en Freek sinds september 2019 in diverse theaters door heel Nederland.
In 2020 was het duo te zien in het programma Beste Zangers, waarbij ze op 3 september de hoofdgast waren en de andere deelnemers hun liedjes of favorieten ten gehore brachten. In de weken daarna zongen ze zelf nummers als Straks is het te laat (cover van Diggy Dex), Butterflies instead (cover van K's Choice), 't Geeft niet (een bewerking van een Engelstalig duet tussen Milow en Matt Simons), Papa (cover van Stef Bos) en Het spijt me niet (cover van Tabitha) voor de andere artiesten die dan weer eregast waren. In het voorjaar van 2020 verscheen de single Weg van jou, opnieuw goed voor een plek in de Top 10 van de hitlijsten. In de zomer volgde de single De overkant, een samenwerking met rapper Snelle en een ode aan hun gezamenlijke thuisregio de Achterhoek. Het lied stond 20 weken in de top 40. Suzan & Freek ontvingen later in het jaar een Edison in de categorie Nederlandstalig voor hun album, dat tevens platina was geworden.
Begin 2021 deed het duo mee met De Vrienden van Amstel LIVE!. Dit vond online plaats, in verband met de coronapandemie. Ze zongen eigen nummers, maar met Maan en Snelle het nummer Ze huilt maar ze lacht. In maart 2021 Suzan & Freek onderdeel van de gelegenheidsformatie The Streamers, die tijdens de coronapandemie gratis livestream-concerten gaf. Nadat de coronaregels in grote lijnen los werden gelaten, kondigde de formatie concerten met publiek aan. In maart van dat jaar verscheen de single Goud die een nog grotere hit werd dan die daarvoor. Het duo had intussen, vanwege een lege agenda zonder optredens, rustig de tijd om een nieuw album te maken. Dat werd in oktober uitgebracht onder de titel Dromen in kleur en werd voorafgegaan door de Top 10-hit Onderweg naar later.
Begin 2022 deden Suzan & Freek een uitverkochte clubtour langs verschillende podia door Nederland. Rond diezelfde periode verscheen de single Honderd keer en ontvingen ze een tweede Edison voor het album Dromen in kleur. Op 23 en 24 april 2022 stond het duo voor de eerste keer met twee uitverkochte concerten in de Amsterdamse Ziggo Dome. De twee kregen lof van het publiek en van journalisten, die naderhand schreven dat "Hun positieve uitstraling sloeg over op het publiek, waar veelal vrolijke gezichten te zien waren", en dat ze "als zangers geen uitblinkers [zijn, maar ze] vertalen het leven in welwillende liedjes die niet schuren of schokken, maar juist verzachten en verhullen". Stortelder en Rikkerink zelf beschreven de concerten op het beroemde Amsterdamse poppodium als een "droom die uitkomt".
In 2022 namen ze deel aan Liefde voor Muziek op VTM. Ze coverden liedjes van Davina Michelle, 2 Fabiola, Margriet Hermans, Koen Buyse, Ozark Henry en Camille Dhont.
Een klein jaar volgde een cameraploeg het wel en wee van Suzan & Freek. De tv-documentaire die hieruit ontstond kreeg de titel Suzan & Freek: Tussen jou en mij en verscheen op 13 januari 2023 op Netflix.
Op 21 september 2023 stonden Suzan & Freek in een uitverkocht Koninklijk Theater Carré in Amsterdam om hun derde album, Iemand van vroeger, te presenteren. Een dag later kwam het uit. Het album bevat verschillende als single verschenen nummers: Nooit meer regen, Honderd keer, Kwijt, Slapeloosheid, en Vas-y (ga maar) (met Claude). Op 10, 11 en 12 november 2023 stonden ze wederom in de Ziggo Dome. Ditmaal drie dagen achter elkaar waarvan drie avondshows en een middagshow.
In 2024 namen ze deel aan de jubileumeditie van Liefde voor Muziek op VTM. Van elk seizoen werd één kandidaat afgevaardigd. Ze coverden dit seizoen liedjes van Clouseau, Tourist LeMC, Regi Penxten, Laura Tesoro, Stan Van Samang, Johannes Genard, K3 en Jasper Steverlinck.
Suzan & Freek traden op tijdens Koningsdag 2025 in Doetinchem.

### Persoonlijk
Stortelder en Rikkerink verloofden zich in juli 2022 in Berlijn. Op 2 december 2023 trouwden ze in het Duitse Goch.
Op 27 mei 2025 maakten Stortelder en Rikkerink via Instagram bekend dat ze een dag eerder te horen hadden gekregen dat bij Rikkerink uitgezaaide longkanker is geconstateerd en dat genezing niet meer mogelijk is. Tegelijkertijd meldden ze dat Stortelder zwanger is van hun eerste kind. Het zangduo besloot om per direct hun werkzaamheden stil te leggen. Ze zouden drie dagen later nog optreden in de Ziggo Dome en in juni in het Sportpaleis in Antwerpen. Deze optredens werden geannuleerd. Om Suzan & Freek een hart onder de riem te steken draaiden veel Nederlandse en Vlaamse radiozenders op 28 mei om 10.00 uur gelijktijdig hun nummer Lichtje branden. Ook werden fans opgeroepen om dit nummer op dat tijdstip massaal te streamen. Op 13 juni 2025 maakten de twee bekend hun werkzaamheden weer op te pakken. Dit deden zij op 27 juni 2025 tijdens Concert at Sea 2025.

## Prijzen
| Jaar | Prijs                 | Categorie                  | Resultaat   | Opmerkingen                    |
| ---- | --------------------- | -------------------------- | ----------- | ------------------------------ |
| 2020 | 100% NL Award         | Groep / band van het jaar  | Gewonnen    | [ 15 ]                         |
| 2020 | 100% NL Award         | Album van het jaar         | Gewonnen    | met het album Gedeeld door ons |
| 2022 | Q-Music Top 40 Awards | Beste Alarmschijf          | Gewonnen    | met het nummer Goud            |
| 2022 | Q-Music Top 40 Awards | Beste live act             | Gewonnen    | met The Streamers              |
| 2022 | Edison                | Beste album                | Gewonnen    | met het album Dromen in kleur  |
| 2023 | Q-Music Top 40 Awards | Beste live-act (nationaal) | Gewonnen    |                                |
| 2024 | Edison                | Beste song                 | Genomineerd | voor Vas-y met Claude          |
| 2024 | Q-Music Top 40 Awards | Beste artiest              | Genomineerd |                                |
| 2024 | Q-Music Top 40 Awards | Beste live-act (nationaal) | Gewonnen    |                                |